# Tugalin-Bulen (meteoryt)
Tugalin-Bulen (inna nazwa: Middle Hoby) – meteoryt kamienny należący do chondrytów zwyczajnych z grupy chondrytów oliwinowo-bronzytowych H6. Spadek zaobserwowano 13 lutego 1967 roku w ajmaku środkowogobijskim. Obecnie dysponuje się 10 kg materii meteorytowej.